# Pumphaus am Wildenhof
Pumphaus am Wildenhof ist ein Gemeindeteil des Marktes Stammbach im Landkreis Hof (Oberfranken, Bayern). Pumphaus am Wildenhof liegt in der Gemarkung Stammbach.

## Geografie
Die Einöde liegt auf freier Flur an einem namenlosen linken Zufluss des Stammbachs und an der Kreisstraße HO 35, die nach Horlachen (0,9 km südlich) bzw. an Wildenhof vorbei nach Förstenreuth verläuft (1,4 km nördlich).

## Geschichte
Pumphaus am Wildenhof wurde Mitte des 20. Jahrhunderts auf dem Gemeindegebiet von Stammbach gegründet.

### Einwohnerentwicklung
| Jahr      | 1950  | 1961  | 1970   | 1987  |
| Einwohner | 2     | 2     | 2      | 0     |
| Häuser    | 1     | 1     |        | 0     |
| Quelle    | [ 8 ] | [ 9 ] | [ 10 ] | [ 1 ] |

## Religion
Pumphaus am Wildenhof ist evangelisch-lutherisch geprägt und bis heute nach St. Maria (Stammbach) gepfarrt.